# Adolf Ostertag
Adolf „Adi“ Ostertag (* 22. Juli 1939 in Penzendorf) ist ein deutscher Politiker (SPD) und ehemaliger Abgeordneter des Deutschen Bundestages.

## Leben
Ostertag wurde 1939 in Mittelfranken geboren. Nach dem Besuch der Volksschule begann er 1953 eine Lehre als Werkzeugmacher. Anschließend arbeitete er auch in diesem Beruf, bis er 1964 an der Hochschule für Wirtschaft und Politik in Hamburg studierte. Er verweigerte den Kriegsdienst und arbeitete ab 1967 als Gewerkschaftssekretär bei der IG Metall.

## Politik
Ostertag trat mit dem Beginn seiner Ausbildung der IG Metall bei, wo er sich auch engagierte. Er war als Jugendvertreter und im Betriebsrat aktiv und wurde sogar Betriebsratsvorsitzender. Im Jahr 1968 trat er der SPD bei und wurde 1970 Vorstandsmitglied der Jungsozialisten im südlichen Hessen, was er bis 1971 blieb. Ein Jahr später wurde er Vorsitzender der Arbeitsgemeinschaft für Arbeit in Sprockhövel, ab 1978 war er in wechselnden Parteifunktionen tätig. Er blieb jedoch in Sprockhövel und wurde 1971 pädagogischer Leiter des IG Metall Bildungszentrums, was er bis zu seinem Einzug in den Deutschen Bundestag blieb. Von 1990 bis 2002 war er Bundestagsabgeordneter für die SPD und erlangte bei den Wahlen jeweils ein Direktmandat im Wahlkreis Ennepe-Ruhr-Kreis I. Interessenschwerpunkt im Bundestag war die Sozialpolitik. Im Jahr 1996 wurde er Vorsitzender der SPD-Landesgruppe Nordrhein-Westfalen im Bundestag, zwei Jahre später wurde er Mitglied des SPD-Fraktionsvorstandes und sozialpolitischer Sprecher der SPD-Fraktion.

## Veröffentlichungen (Auswahl)
- (Hrsg.): Arbeitsdirektoren berichten aus der Praxis, Bund-Verlag, 1981.
- mit Otto König, Hartmut Schulz: „Unser Beispiel könnte ja Schule machen!“. Das „Hattinger Modell“ Existenzkampf an der Ruhr. Bund-Verlag, 1985, ISBN 3-7663-0924-2.[1]